# Chiojdeni
Chiojdeni est une commune roumaine située dans le județ de Vrancea.